# Liste des aéroports les plus fréquentés au Royaume-Uni
Cet article dresse une liste des aéroports les plus fréquentés du Royaume-Uni, des Îles Anglo-Normandes et de l'Île de Man, quant au trafic total de passagers, établie à partir des données de la Civil Aviation Authority. Pour une liste complète des aéroports du Royaume-Uni, voir Liste des aéroports du Royaume-Uni.

## En graphique
Pour des raisons techniques, il est temporairement impossible d'afficher le graphique qui aurait dû être présenté ici.

Voir la requête brute et les sources sur Wikidata.

## Données 2017/2018
Vous trouverez ci-dessous une liste des 40 plus grands aéroports britanniques par trafic total de passagers en 2018, d'après les statistiques de la CAA du Royaume-Uni.
| Rang 2018 | Aéroport                   | Total Passagers | Total Passagers | Total Passagers      | Mouvements d'avions | Mouvements d'avions | Mouvements d'avions  |
| Rang 2018 | Aéroport                   | 2017            | 2018            | Changement 2017 / 18 | 2017                | 2018                | Changement 2017 / 18 |
| --------- | -------------------------- | --------------- | --------------- | -------------------- | ------------------- | ------------------- | -------------------- |
| 1         | Londres-Heathrow           | 78 012 825      | 80 124 537      | 02,7 %               | 475 783             | 477 604             | 00,4 %               |
| 2         | Londres-Gatwick            | 45 556 899      | 46 086 089      | 01,2 %               | 285 912             | 283 919             | 00,7 %               |
| 3         | Manchester                 | 27 826 054      | 28 292 797      | 01,2 %               | 203 689             | 201 247             | 01,2 %               |
| 4         | Londres-Stansted           | 25 904 450      | 27 996 116      | 08,1 %               | 189 919             | 201 614             | 06,2 %               |
| 5         | Londres-Luton              | 15 990 276      | 16 769 634      | 04,9 %               | 133 743             | 136 511             | 02,1 %               |
| 6         | Édimbourg                  | 13 410 343      | 14 294 305      | 06,6 %               | 128 675             | 130 016             | 01,0 %               |
| 7         | Birmingham                 | 12 990 303      | 12 457 051      | 4,1 %                | 122 067             | 111 828             | 08,4 %               |
| 8         | Glasgow                    | 9 897 959       | 9 656 227       | 02,4 %               | 102 766             | 97 157              | 05,5 %               |
| 9         | Bristol                    | 8 239 250       | 8 699 529       | 05,6 %               | 76 199              | 72 927              | 04,3 %               |
| 10        | Belfast-International      | 5 836 735       | 6 268 960       | 7,4 %                | 58 152              | 60 541              | 04,1 %               |
| 11        | Newcastle-Upon-Tyne        | 5 300 274       | 5 334 095       | 0,6 %                | 57 808              | 53 740              | 07,0 %               |
| 12        | Liverpool                  | 4 901 157       | 5 046 995       | 03,0 %               | 56 643              | 59 320              | 04,7 %               |
| 13        | East Midlands              | 4 878 781       | 4 873 831       | 00,1 %               | 77 067              | 76 013              | 01,4 %               |
| 14        | Londres-City               | 4 530 439       | 4 820 292       | 06,4 %               | 80 490              | 80 854              | 00,5 %               |
| 15        | Leeds Bradford             | 4 076 616       | 4 038 889       | 0,9 %                | 46 159              | 38 680              | 016,2 %              |
| 16        | Aberdeen                   | 3 090 642       | 3 056 018       | 01,1 %               | 97 007              | 91 279              | 05,9 %               |
| 17        | Belfast-City               | 2 559 846       | 2 511 261       | 01,9 %               | 36 332              | 35 959              | 1,0 %                |
| 18        | Southampton                | 2 069 950       | 1 991 014       | 03,8 %               | 44 161              | 39 651              | 010,2 %              |
| 19        | Jersey                     | 1 637 763       | 1 664 175       | 01,6 %               | 46 615              | 42 436              | 09,0 %               |
| 20        | Cardiff                    | 1 465 227       | 1 581 131       | 07,9 %               | 28 934              | 31 085              | 7,4 %                |
| 21        | Londres-Southend           | 1 092 269       | 1 480 139       | 35,5 %               | 26 674              | 32 531              | 22,0 %               |
| 22        | Doncaster Sheffield        | 1 355 559       | 1 222 347       | 08,5 %               | 17 435              | 18 930              | 08,6 %               |
| 23        | Exeter                     | 908 750         | 931 265         | 02,5 %               | 40 472              | 39 532              | 02,3 %               |
| 24        | Inverness                  | 874 934         | 894 360         | 2,2 %                | 31 002              | 29 690              | 04,2 %               |
| 25        | Guernesey                  | 843 272         | 837 615         | 00,7 %               | 38 209              | 36 356              | 04,8 %               |
| 26        | Île de Man                 | 797 615         | 836 656         | 04,9 %               | 23 061              | 23 431              | 1,6 %                |
| 27        | Glasgow-Prestwick          | 696 309         | 681 715         | 02,1 %               | 24 897              | 24 904              | 00,0 %               |
| 28        | Bournemouth                | 694 660         | 674 972         | 02,8 %               | 34 641              | 39 886              | 015,1 %              |
| 29        | Norwich                    | 528 153         | 536 578         | 01,6 %               | 37 307              | 34 287              | 8,1 %                |
| 30        | Newquay                    | 461 300         | 456 888         | 1,0 %                | 37 113              | 41 172              | 10,9 %               |
| 31        | Sumburgh                   | 256 418         | 245 868         | 04,1 %               | 22 347              | 16 628              | 025,6 %              |
| 32        | Humberside                 | 190 936         | 192 526         | 00,8 %               | 18 282              | 18 759              | 2,6 %                |
| 33        | Derry                      | 193 981         | 185 843         | 4,2 %                | 5 156               | 6 330               | 022,8 %              |
| 34        | Kirkwall                   | 177 248         | 181 562         | 02,4 %               | 14 754              | 14 771              | 00,1 %               |
| 35        | Scatsta                    | 170 847         | 174 934         | 02,4 %               | 8 224               | 8 513               | 03,5 %               |
| 36        | Durham Tees Valley         | 130 911         | 142 080         | 08,5 %               | 19 668              | 16 950              | 13,8 %               |
| 37        | Stornoway                  | 134 148         | 135 700         | 01,2 %               | 10 924              | 10 570              | 03,2 %               |
| 38        | Sainte Mary des Sorlingues | 91 852          | 92 195          | 00,4 %               | 11 357              | 12 546              | 10,5 %               |
| 39        | Land's End                 | 59 386          | 64 216          | 08,1 %               | 10 062              | 11 511              | 14,4 %               |
| 40        | Aurigny                    | 54 760          | 53 343          | 02,6 %               | 9 707               | 8 981               | 07,5 %               |
| TOTAL     |                            | 287 869 097     | 295 583 748     | 02,7 %               | 2 789 413           | 2 768 659           | 00,7 %               |

## Galerie

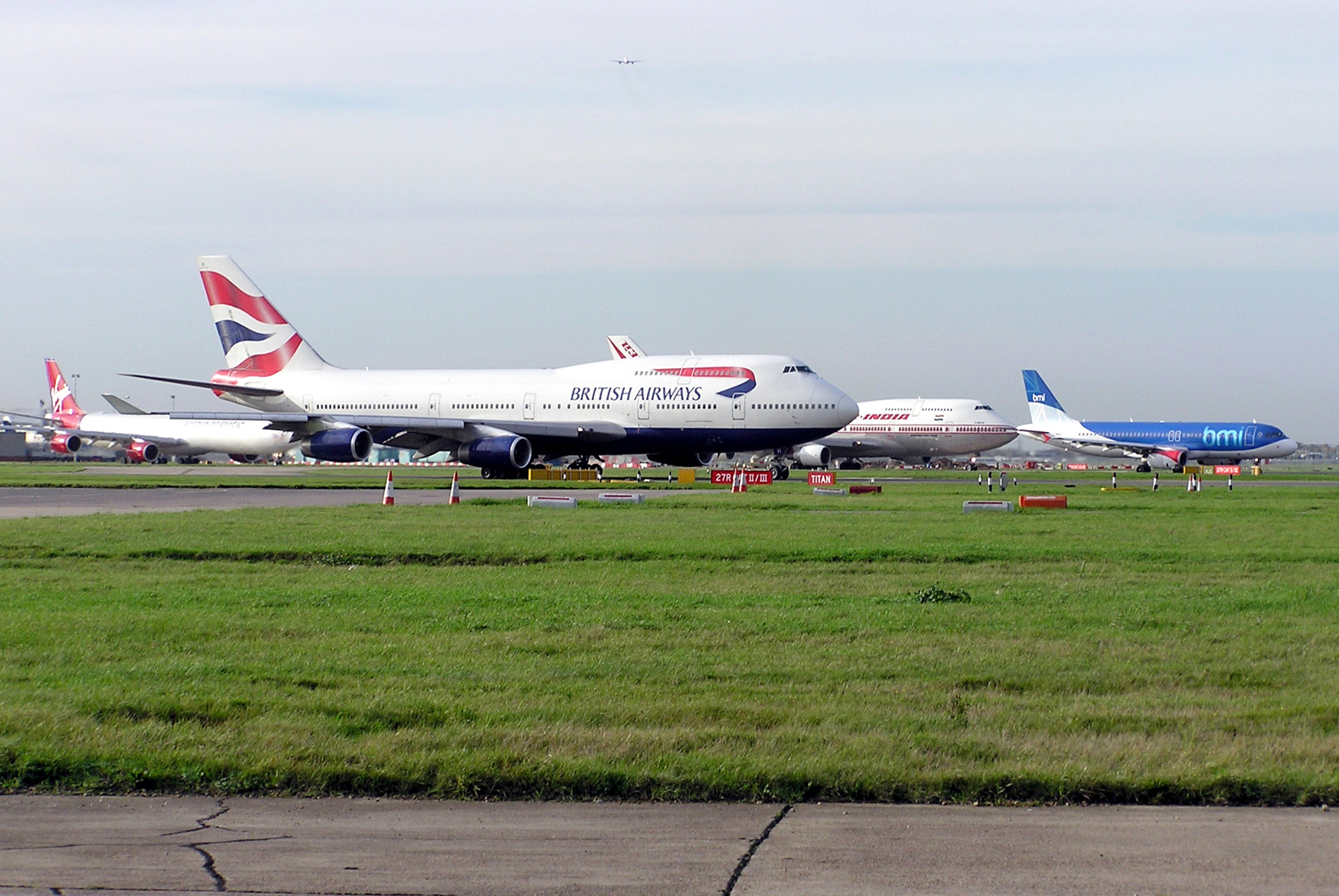
File d'attente d'aéronefs pour le décollage à l'aéroport d'Heathrow, qui a accueilli 80 millions de passagers en 2018.
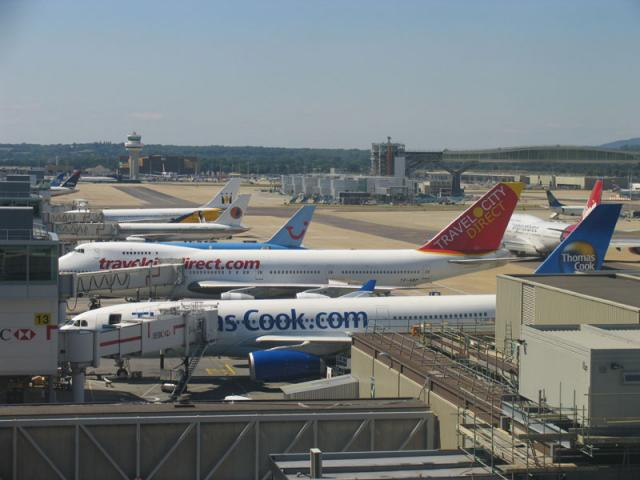
L'aéroport de Gatwick, le deuxième aéroport le plus fréquenté après Heathrow.
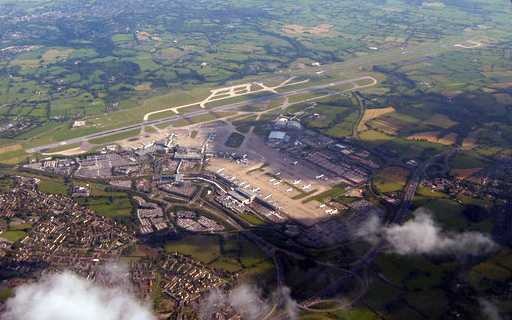
L'aéroport de Manchester, le troisième aéroport le plus fréquenté du Royaume-Uni et le plus fréquenté des aéroports non londoniens.